# توماس هنري سميث
توماس هنري سميث هو سياسي كندي، ولد في 3 يوليو 1848، وتوفي في 14 يونيو 1919.